# Linshu (socken i Kina)
Linshu (kinesiska: 临沭, 临沭街道) är en socken i Kina. Den ligger i provinsen Shandong, i den östra delen av landet, omkring 240 kilometer sydost om provinshuvudstaden Jinan. Antalet invånare är 152 027. Befolkningen består av 74 062 kvinnor och 77 965 män. Barn under 15 år utgör 19,0 %, vuxna 15-64 år 73 %, och äldre över 65 år 6,0 %.
Genomsnittlig årsnederbörd är 1 024 millimeter. Den regnigaste månaden är juli, med i genomsnitt 321 mm nederbörd, och den torraste är januari, med 9 mm nederbörd.